# Creed (alternativni rock)
Creed je američki glazbeni sastav.

## Članovi
- Scott Stapp
- Mark Tremonti
- Scott Phillips
- Brian Marshall.

## Diskografija
- 1997. - My Own Prison
- 1999. - Human Clay
- 2001. - Weathered
- 2004. - Greatest Hits
- 2009. - Full Circle

## Vanjske poveznice
- Službena stranica  Arhivirana inačica izvorne stranice od 7. srpnja 2009. (Wayback Machine) (engl.)